# Panachage
Ne doit pas être confondu avec variégation.
Le panachage est une méthode électorale qui autorise le vote en faveur de candidats de listes différentes, voire de non candidats.
Un électeur peut ainsi mêler dans son suffrage des candidats opposés.
Même si la plupart du temps les candidats se regroupent par liste, le scrutin plurinominal majoritaire à deux tours avec panachage n'est pas un scrutin de liste. À l'issue de l'élection, les minoritaires ne sont pas représentés.
Pour pallier ce défaut de représentativité des opinions, ce type de scrutin est utilisé lorsque l'assemblée est élue sur la base de plusieurs circonscriptions — comme c'est le cas au Luxembourg lors des élections législatives. Ainsi, même si dans une circonscription la majorité élimine l'opposition, cette dernière peut remporter des voix dans une autre circonscription.
En France, le système du panachage n'est utilisé que pour les élections municipales dans les communes de moins de 1000 habitants
Les communes dans leur énorme majorité n'ont qu'une seule et unique circonscription.

## Élections municipales en France
En France, pour les élections municipales, le code électoral limitait l'usage du scrutin de liste avec représentation proportionnelle aux seules communes de plus de 3 500 habitants (8 % des communes françaises).
Après la réforme introduite par la loi no 2013-403 du 17 mai 2013, qui s'est appliquée à partir du renouvellement général des conseils municipaux de 2014, le scrutin de liste avec représentation proportionnelle est réservé aux communes de 1 000 habitants ou plus.
Pour les communes de moins de 1 000 habitants, c'est le système plurinominal majoritaire à deux tours avec panachage qui s'applique, avec suppression possible de certains noms sur les bulletins de vote sans pour autant les rendre nuls. Ce système date de 1884.
Depuis 2014, le rajout de personnes non candidates n'est plus possible. 
Même si la plupart du temps les candidats se regroupent par liste, le scrutin plurinominal majoritaire à deux tours avec panachage n'est pas un scrutin de liste.

### Le vote
Le panachage consiste à barrer certains noms d'une liste pour les remplacer par d'autres. Les électeurs peuvent voter pour n'importe lesquels des candidats, qu'ils se présentent individuellement, en liste partielle ou complète. En France, depuis, les élections municipales de mars 2014, il n'est plus admis de voter pour un candidat non déclaré.
Attention  : les fautes d'orthographe sur les noms peuvent entraîner le rejet du vote pour la personne mal orthographiée, si cela crée un doute sur son identité.
Les électeurs peuvent également glisser plusieurs listes dans l’enveloppe. Dans ce cas également, si le nombre de personnes désignées est égal ou inférieur au nombre total de conseillers municipaux à élire, le vote est valide. S’il en compte plus, le bulletin est nul et aucune voix n'est attribuée aux personnes désignées.

### Dépouillement et résultat
Les voix sont décomptées par candidat, et non par liste.
Au premier tour, sont élus les candidats ayant obtenu la majorité absolue des suffrages exprimés (plus de la moitié) à condition que le nombre de voix recueillies soit supérieur à 25 % des électeurs inscrits.
Pour les sièges restant à pourvoir, il est procédé à un second tour où les candidats obtenant le plus grand nombre de voix sont élus quel que soit le nombre de votants. En cas d'égalité des suffrages entre deux candidats, l'élection est acquise au plus âgé. 
Avant la réforme introduite par la loi no 2013-403 du 17 mai 2013, pouvaient aussi être élues des personnes qui n'avaient pas fait acte de candidature. Les candidats qui se présentaient au second tour pouvaient ainsi ne pas avoir pris part au premier.
Depuis la réforme du 17 mai 2013, une déclaration de candidature en préfecture ou sous-préfecture est obligatoire à chacun des deux tours. Les candidatures isolées et les listes incomplètes sont autorisées, et on ne peut plus être élu si l'on n'a pas préalablement fait acte de candidature. Il n’y a ni mise en œuvre d’une commission de propagande, ni remboursement des dépenses de propagande

### Publication des résultats
Les résultats des élections municipales sont publiés sur le site du ministère de l'intérieur.
Pour les villes de moins de 3500 habitants, seuls les gagnants sont cités, sans précision sur leur liste d'origine, ce qui empêche toute interprétation des résultats. Il n'est donc pas possible de savoir si les conseils municipaux sont majoritairement constitués par panachage des listes candidates, ou si ce panachage n'agit qu'à la marge, dans quelques cas très particuliers. Voir à ce sujet une enquête réalisée sur le département de la Haute Garonne.

## Élections législatives au Luxembourg
Au Luxembourg, l'électeur peut panacher les bulletins de candidats de listes différentes aux élections législatives, jusqu'à atteindre le nombre de sièges à pourvoir dans sa circonscription.